# Inscrições de Bir el Qutt
As inscrições de Bir el Qutt (em georgiano: ბირ ელ ყუტის წარწერები) são inscrições georgianas sobre mosaicos bizantinos escritas em asomtavruli que foram escavadas no Mosteiro de São Teodoro em 1952 pelo arqueológico italiano Virgilio Canio Corbe próximo de Beir el Qutt, no deserto da Judeia, a seis quilômetros a sudeste de Jerusalém e 2 quilômetros ao norte de Belém. As inscrições georgianas foram encontrados num mosaico de chão. Delas, três estão datadas: a primeira de 388-392, a segunda de 430 e a terceira de 532.
O mosteiro onde as inscrições foram escavadas foi fundado ou reconstruído pelo filósofo e príncipe real georgiano Pedro, o Ibério. Uma das inscrições mencionam-o com seu pai. A inscrição mais antiga menciona Bacúrio, o Ibério, que se pensa ser avô de Pedro. Até agora, as primeiras duas gravuras são as inscrições georgianas mais antigas conhecidas. As inscrições são mantidas no museu do Estúdio Bíblico Franciscano em Jerusalém. A inscrição dois que menciona Pedro está atualmente perdida.

## Inscrições

### Inscrição 1
| “ | ႣႠ ႻႭჃႻ ႤႭჃႪႬႨ Ⴋ ႠႧႬႨ ႡႠ ႩႭჃႰ ႣႠ ႢႰႨ ႭႰႫ ႨႦႣ ႣႠ Ⴌ ႠႸႭႡႬႨ ႫႠႧႬႨ Ⴕ | ” |

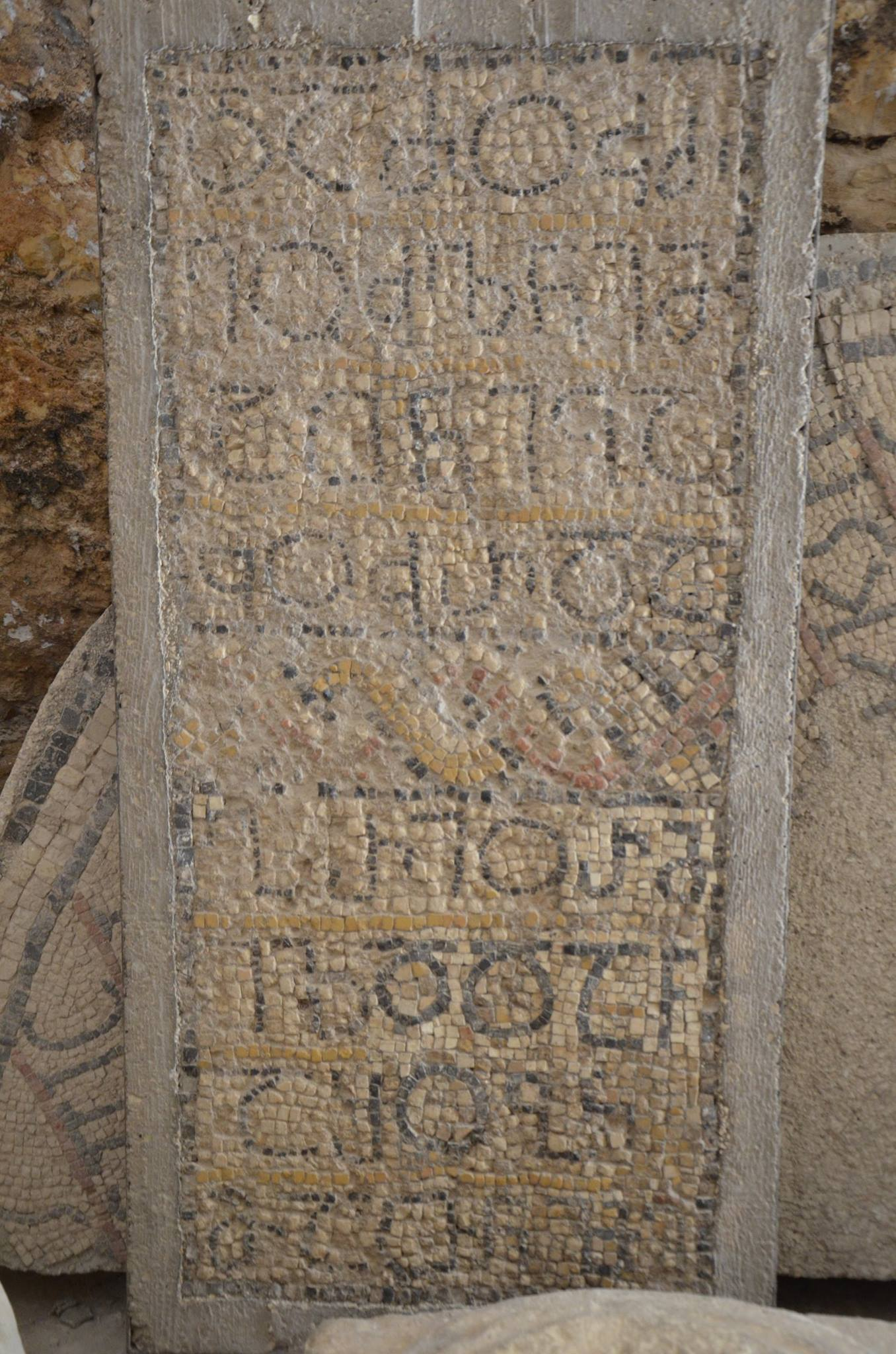
Inscrição 1

- Tradução: "Jesus Cristo, tenha misericórdia de Bacúrio (Bakur) e Griormisdo (Griormizd) e seus descendentes."
- Data: 430

### Inscrição 2
| “ | ႼႫႨႣႠႭ ႧႤႭႣႭႰ Ⴄ ႫႠႰ Ⴌ ႣႠ ႡႭჃ ႰႦ Ⴌ ႤႬ ႠႫႨ | ” |

- Tradução: "São Teodoro, tenha misericórdia de Pedro, o Ibério (Maruan) e Borucino (Burzen), Amém."
- Data: 430

### Inscrição 3
| “ | ႸႤႼႤႥႬႨႧႠ Ⴕ ჁႱႨႧႠ ႣႠ Ⴋ ႤႭႾႤႡႨႧႠ ႼႫႨႣႨႱႠ ႣႠ Ⴇ ႤჂႱႨႧႠ ႸႬ ႠႬႲႭႬႨ ႠႡႠჂ ႣႠ ႨႭႱႨႠ ႫႭ ႫႱႾႫႤႪႨ ႠႫႨႱ ႱႤႴႨႱႠჂ ႣႠ ႫႠ ႫႠ ႣႤႣႠჂ ႨႭႱႨႠჂႱႨ ႠႫႤႬ | ” |

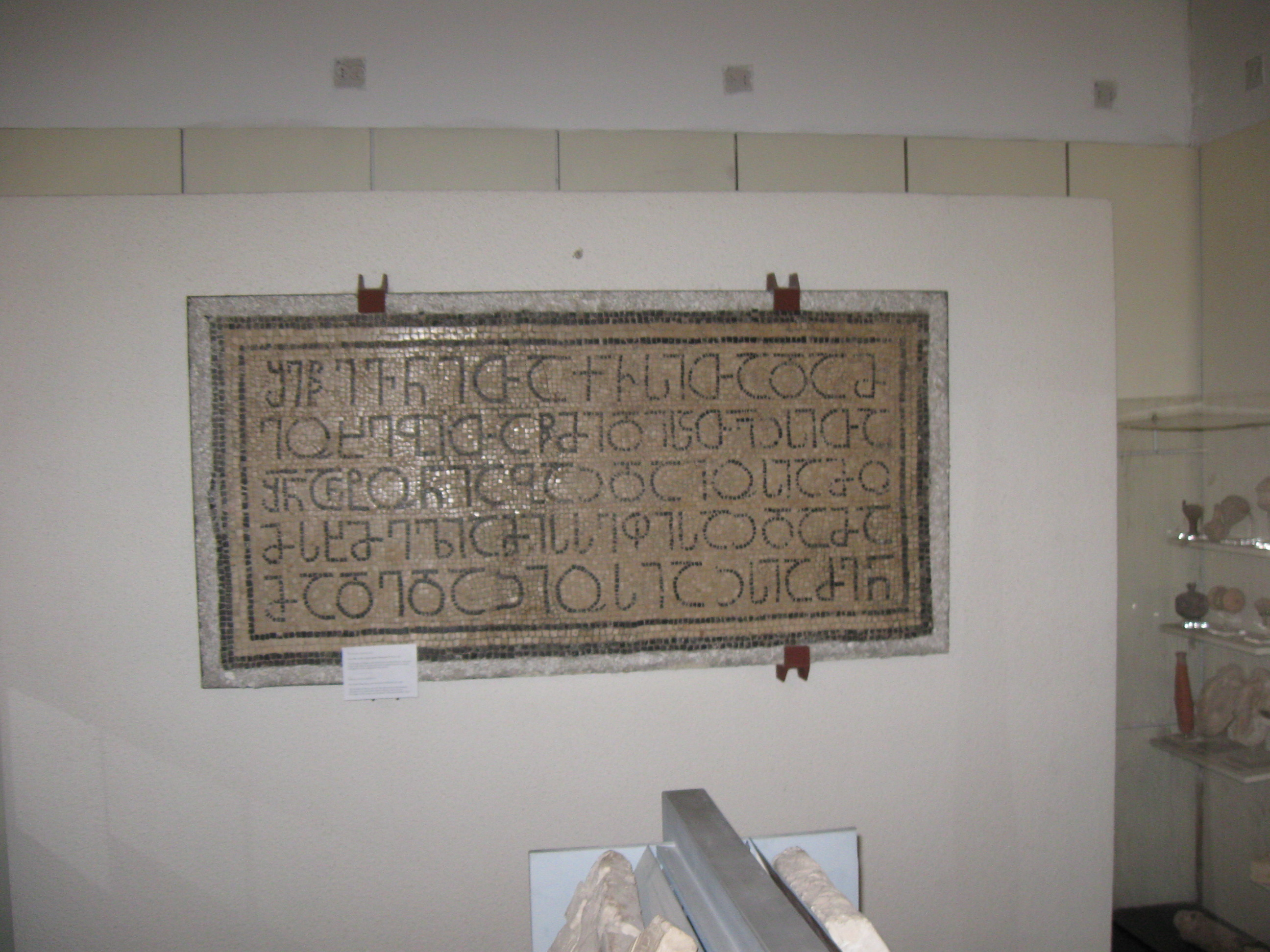
Inscrição 3

- Tradução: "Com a ajuda de Jesus Cristo e São Teodoro, Deus tenha misericórdia do abade Antônio e Josias, o piso desse mosaico e o pai e mãe de Josias, Amém."
- Data: AD 532